# Сердце на ладони
«Сердце на ладони» (пол. Serce na dłoni) — польский драматический кинофильм режиссёра Кшиштофа Занусси 2008 года. 

## Сюжет
Избалованный успешной жизнью бизнесмен Константы (Богдан Ступка) узнаёт о своей болезни сердца. Он может выжить только, если быстро найдёт донора. В больнице он случайно знакомится с молодым парнем Стефаном (Марек Куделко), который потерял работу и желание жить. Склонный к самоубийству парень кажется идеальным донором для Константы. Остаётся лишь только помочь ему найти способ ухода из жизни.

## В ролях
- Богдан Ступка — Константы
- Марек Куделко — Стефан
- Шимон Бобровский — Анджело
- Мачей Закосьцельны — секретарь
- Борис Шиц — юрист
- Агнешка Дыгант — психиатр
- Нина Андрыч — мать Константы
- Станислава Целиньская — бывшая жена Константы
- Дода — певица
- Марта Жмуда-Тжебятовская — Малгожата
- Магдалена Гнатовская — бездомная
- Якуб Котиньский — банкир
- Кшиштоф Ковалевский — хирург

## Производство
Съёмки фильма проходили с 4 марта по 9 апреля 2008 года.